# Robert Hanby
Robert James Hanby (sinh ngày 24 tháng 12 năm 1974) là một cựu cầu thủ bóng đá người Anh thi đấu ở Football League cho Scarborough.